# Tunga (Berg)
Beim Tunga (450 m) handelt es sich um einen vulkanischen Berg im Westen Islands bei Húsafell.

## Name
Der Name bedeutet Zunge, was der Berg vermutlich seiner langgestreckten Form zu verdanken hat.

## Lage
Der Berg gehört zum Hof Kalmannstunga nordwestlich von Húsafell.
An seinem Fuße strömt im Osten die Hvítá (Borgarfjörður) entlang, im Westen befindet sich das ausgedehnte Lavafeld des Hallmundarhraun.

## Geologie
Der Berg ist Teil eines stark erodierten Zentralvulkans, des Húsafellsvulkans, der vor ca. 2,5 Millionen Jahren aktiv war. Das erklärt auch die auffallende Farbenpracht, die auf das vorherrschende Gestein Rhyolith zurückzuführen ist.
Der Húsafellsvulkan war insgesamt ca. 500.000 Jahre lang aktiv. Es gab dabei drei Perioden besonders intensiver Aktivität. Die ältesten Schichten haben eine Neigung von 5° nach Südosten, was in etwa 100 m weniger auf 1 km Länge entspricht. Der Zentralvulkan maß ca. 15 km im Durchmesser.
Da zu Zeiten der Aktivität des Vulkans schon Kaltzeiten der Eiszeit einsetzten, bestehen einige der Schichten aus Palagonit bzw. Rhyolith, das sich bei Ausbrüchen unter Gletschern bildete.
Da aber die Warmzeiten der frühen Eiszeit kürzer waren als die Kaltzeiten, bestehen die meisten Schichten aus Lavalagen bzw. Ignimbriten. Dabei stellt man in den untersten und gleichzeitig ältesten Schichten eher intermediäre Ergussgesteine fest wie Andesit, aber auch Dazit. So entdeckt man etwa in der kleinen Schlucht Ásgil am nahegelegenen Wasserfall Hraunfossar Ignimbritlagen aus Dazit, Ähnliches findet sich in der Schlucht Bæjargil beim Großbauernhof Gilsbakki.
Andererseits sind die Liparit-Intrusionen am Wasserfall Barnafoss aus der jüngsten und letzten Ausbruchsperiode.

## Wandern am Berg
Da sich der Berg auf Privatgrund befindet, sollte man zum Besteigen die Erlaubnis des Bauern von Kalmannstunga einholen.
Es ist aber sehr leicht auf ihn hinaufzugehen, z. B. von der Passhöhe oberhalb Kalmannstunga an der Piste in die Arnarvatnsheiði.